# Eastern Claw
Die Eastern Claw (englisch für Ostklaue) ist ein steil aufragendes Kliff auf Deception Island im Archipel der Südlichen Shetlandinseln. Es ragt westlich des Macaroni Point auf.
Polnische Wissenschaftler benannten es 1999 deskriptiv.